# Samurai Deeper Kyo
Samurai Deeper Kyo (サムライ ディーパー キョウ?, Samurai Dīpā Kyō) è un manga pensato e realizzato da Akimine Kamijyo. Il manga è stato serializzato dal 26 maggio 1999 fino al 10 maggio 2006 sulla rivista Weekly Shōnen Magazine di Kōdansha, e conta trentotto volumi tankōbon.
A partire dal 10 giugno 2003, 34 volumi sono stati pubblicati negli Stati Uniti e in Canada dalla Tokyopop, la quale ha ceduto i diritti della serie alla Del Rey, che ha unificato i volumi 35 e 36 in un pezzo unico e che ha distribuito gli ultimi due volumi restanti in un volume unico. In Italia la serie è stata pubblicata da Panini Comics sotto l'etichetta Planet Manga dal 31 agosto 2010 al 28 settembre 2013.
Nel 2002 lo Studio Deen ha prodotto l'anime omonimo in 26 episodi, trasmessi da TV Tokyo dal luglio al dicembre 2002. In Italia i diritti della serie sono stati acquistati da Fool Frame.

## Trama
Situato nel Giappone dei Tokugawa, Samurai Deeper Kyo segue la storia di Onime no Kyo (鬼目の狂?, Oni Me no Kyō, lett. "Kyo dagli occhi di demone"), il quale vuole riconquistare il suo corpo dopo che la sua anima fu sigillata all'interno del corpo del suo nemico, Mibu Kyoshiro. Durante la sua ricerca, Kyo incontra Shiina Yuya, l'erede dello shogunato Benitora di Tokugawa, e Sanada Yukimura, un rivale conosciuto dei Tokugawa.
La trama inizia seguendo Yuya Shiina, una cacciatrice di taglie alla ricerca dell'assassino di suo fratello Nozomu, che incontra un venditore ambulante di medicinali di nome Kyoshiro Mibu. Nel corso della storia i personaggi di Kyoshiro Mibu ed, in misura minore, di Yuya Shiina recedono dalla storia, mentre Kyo dagli Occhi di Demone viene in primo piano. L'unico desiderio dichiarato di Kyo è quello di ritrovare il proprio corpo. Questa strada porta Kyo, Yuya e una serie di altri compagni, a scontrarsi dapprima con lo shogunato Tokugawa e successivamente con la tribù dei Mibu, una razza di superumani violenti che hanno manovrato il Giappone nell'ombra per millenni.
Alla base dell'arco principale della storia di Kyo c'è la ricerca di riavere il proprio corpo, ci sono poi molti archi narrativi minori, ognuno dei quali porta a quello successivo; inoltre le basi per molte rivelazioni successive sono poste molti volumi in anticipo.
Nel manga viene rivelato che tutti i Mibu, ad eccezione di Kyo, sono i discendenti delle "Bambole da battaglia", creature create dai Mibu per lottare per il loro divertimento. Col tempo, le "Bambole da battaglia" credono di essere loro stesse i veri Mibu e che i Mibu originari si estinsero a causa di lotte intestine. Le "Bambole da battaglia", però, vengono progressivamente uccise dal "Malattia della Morte". La prima vittima della malattia è stata la sorella di Muramasa, maestro di Kyo, ma molti altri presto seguiranno la stessa sorte; infatti la malattia si manifesta quando la persona infetta raggiunge una certa età. Per questo motivo, il processo di invecchiamento è stato arrestato in Antera, Tokito e probabilmente altri.
Alla fine Kyo sconfigge il padre e creatore del Mibu, l'Ex Re Rosso, che era la prima "Bambola da battaglia". Originariamente il Re Rosso era un sovrano molto amato e benevolo, ma in seguito il re era diventato completamente corrotto dalla perdita della fede nell'umanità, ed è diventato un tiranno pazzo con il desiderio di eliminare completamente tutta l'umanità. Al termine della battaglia finale con il Re Rosso, durante la quale esplode la capitale dei Mibu, Kyo è considerato morto e non si sa se si tratti di Kyo o Kyoshiro che sopravvive alla battaglia finale, tuttavia sembra che ancora una volta condividano lo stesso corpo.

## Personaggi
Kyo dagli occhi di demone (鬼目の狂?, Oni me no Kyō)
È noto per i suoi demoniaci occhi rosso sangue ed è uno dei samurai più temuti al mondo. Porta un leggendario ōdachi chiamato Tenro (lett. "Lupo celeste"), realizzato dal maestro Muramasa. Nel manga, è raffigurato come un samurai freddo e imbattibile. Quando era giovane, è stato evitato da tutto il clan Mibu per i suoi occhi rossi demoniaci tranne che dall'Ex Re Rosso. Dopo aver ucciso Oda Nobunaga, fu gettato nelle segrete di Mibu fino a quando Muramasa lo salvò e lo addestrò ad utilizzare la Mumyo Jinpu Ryu. Kyo è l'ultimo vero Mibu rimasto. L'Ex Re Rosso chiese a Kyo di viaggiare per il mondo e un giorno fermarlo se avesse voluto diventare malvagio e distruggere il mondo.
Mibu Kyoshiro (壬生 京四郎?, Mibu Kyōshirō)
Doppiato da: Katsuyuki Konishi (ed. giapponese), Patrizio Prata (ed. italiana)
Uno spadaccino straordinario e misterioso, raffigurato come l'unico rivale di Kyo dagli occhi di demone. Impugna la Shibien (lett. "Spada nera"), una delle armi del maestro Muramasa. Nel manga, è raffigurato come uno degli eredi al trono del Re Rosso, e i suoi occhi rossi sono la prova del suo lignaggio Mibu. È un "Cavaliere della Croce Rossa", creato dalla carne dell'Ex Re Rosso. Sebbene sia in grado di controllare gli occhi rossi, non è un vero Mibu, ma semplicemente una bambola da battaglia più potente che ricorda la prima generazione creata. Fino alla fine del manga viene rappresentato come più forte di Kyo.
Shiina Yuya (椎名 ゆや?)
Doppiata da: Yui Horie (ed. giapponese), Emanuela Pacotto (ed. italiana)
Una giovane donna che si guadagna da vivere come cacciatrice di taglie professionista per rintracciare l'assassino di suo fratello, l'"uomo con la cicatrice sulla schiena". Usa una pistola a tre canne e dei piccoli pugnali come armi difensive. Yuya è in realtà un'orfana trovata da suo "fratello", Nozomu, e cresciuta da lui come sorella adottiva. Successivamente si scoprirà che Nozomu era in realtà il fratello biologico di Sakuya. A differenza di molti dei personaggi, Yuya è un essere umano normale senza alcun potere, nonostante l'Ex Re Cremisi sospetti che sia dotata di poteri di prescienza.
Okuni di Izumo ((出雲の阿国?, Izumo no Okuni)
Doppiata da: Yumi Kakazu (ed. giapponese), Marcella Silvestri (ed. italiana)
È la miglior informatrice del Giappone. Adora Kyo in modo ossessivo, al punto che essere odiata da lui la renderebbe felice. Si è unita al Jūnishinshō sotto il nome di Indara II, ma non esita a sacrificarsi per Kyo. Quindi si unisce alla squadra di Kyo e aiuta quest'ultimo a trovare il suo vero corpo. Sa molte cose su Kyo, Kyoshiro e Sakuya, ma non ne parla praticamente mai e si limita solo ad accennare qualcosa di tanto in tanto. Quando il gruppo si separa, si reca a Kyoto dove incontra Akira e gli offre la propria vita in cambio del vero corpo di Kyo; tuttavia, Akira non la uccide, inviando invece Okuni a infiltrarsi nella terra dei Mibu per cercare alcune preziose informazioni. A questo punto Akira fa la promessa di proteggere Kyo durante la sua assenza.
Benitora (红虎?)
Doppiato da: Toshihiko Seki (ed. giapponese), Simone D'Andrea (ed. italiana)
Conosciuto anche come Hidetada Tokugawa (德川秀忠?), l'erede al trono del clan Tokugawa. È anche conosciuto come "Il maestro delle ombre" per la sua capacità di creare più copie di sé stesso. È apparso per la prima volta nel secondo volume del manga, accompagnando Corvo Bianco. In seguito sfida Kyoshiro, che credeva fosse Kyo, a un combattimento. Benitora perde e decide di unirsi al suo gruppo. Si interessa immediatamente a Shiina Yuya, anche se il suo sentimento non viene ricambiato. Benitora si traduce in "Tigre rossa".
Sanada Yukimura (真田 幸村?)
Doppiata da: Megumi Ogata (ed. giapponese), Paolo De Santis (ed. italiana)
È una famosa generale che ha perso la battaglia di Sekigahara. Fuggì da Kudoyama e pianificò l'assassinio di Tokugawa Ieyasu, anche se non fu mai eseguito. Yukimura viaggia con Kyo per sconfiggere il clan Mibu e Oda Nobunaga. In tal modo, questo libererebbe il Giappone dal governo ombra del clan Mibu e darebbe a Yukimura la possibilità di conquistare il Giappone una volta per tutte.
Sarutobi Sasuke (猿飛佐助?)
Doppiato da: Akira Ishida (ed. giapponese), Leonardo Graziano (ed. italiana)
È un giovane ninja nonché uno dei tre membri degli Eroi di Sanada (Sanada Jūyūshi) che appare molto spesso nel corso della storia. Ha solo dodici anni, ma nonostante la sua giovane età è molto bravo a maneggiare la spada. Originariamente, viveva ad Aokigahara (una foresta piena di costrutti falliti dei Mibu) con il suo amico Kotaro (ora chiamato Makora del Jūnishinshō). Avendo trascorso molto tempo nella foresta, ha acquisito una maggiore forza e abilità, oltre ai suoi caratteristici occhi dorati. Sasuke è stato coinvolto nella maggior parte delle trame di Yukimura, ma alla fine è stato lasciato fuori dall'inganno che la coinvolse con il clan Mibu. In seguito si scoprirà che Yukimura aveva fatto credere a Sasuke di aver tradito i suoi amici affinché anche i Mibu cadessero nel suo tranello.
Akira (アキラ?)
Doppiato da: Sōichirō Hoshi (ed. giapponese), Fabrizio De Flaviis (ed. italiana)
È il primo membro dei Quattro Imperatori (Shiseiten) ad apparire nella storia. Era un ragazzo di campagna che Kyo aveva trovato in un villaggio che aveva completamente distrutto. Sebbene Akira fosse molto giovane e l'unico sopravvissuto, si rifiutò di piangere e affrontò il samurai con l'intenzione di combatterlo. Kyo rimase impressionato dallo spirito combattivo di Akira e lo prese con sé, promettendo di renderlo l'uomo più forte del mondo subito dopo di lui. Fu così soprannominato "Drago a due teste" per due motivi: il primo, perché le sue tecniche richiedevano due spade, chiamate Chisakatana (小さ刀? lett. "Spada piccola"), dove una era più corta della seconda come notato da Saishi), mentre il secondo era dovuta alle sue due personalità. A volte è una persona docile e gentile e in un lampo si trasforma in un assassino assetato di sangue simile a Kyo. Akira non era in grado di sbloccare il suo pieno potenziale perché non aveva sangue nobile/samurai nelle vene, ma è riuscito a superare questo suo limite accecandosi intenzionalmente. Ha così guadagnato "L'Occhio del Cuore" (心眼?, Shingan), che lo ha reso ancora più perspicace d quanto possa già apparire agli altri.
Bontenmaru (梵天丸?)
Doppiato da: Norio Wakamoto (ed. giapponese)
È il secondo membro dei Quattro Imperatori ad apparire nella storia. Arrogante e innamorato della sua stessa leggenda, ricorda costantemente a tutti che diventerà il sovrano del mondo e che sia Tokugawa Ieyasu che il clan Mibu verranno distrutti in modo che possa diventare una volta per tutte shogun, con grande ira e noia dei suoi compagni di viaggio. Sa essere un grande amico ma anche un temibile nemico. Bontenmaru spesso deve sopprimere una bestia che risiede dentro di lui, che rappresenta ciò che lo terrorizza di più. Il suo vero nome è Date Masamune (伊達 政宗?), l'"Oda Nobunaga del nord". La sua arma preferita è un bokken. È così abile che è in grado di usarlo contro una vera spada, ruotandola istintivamente all'ultimo secondo in modo che assorba in pieno il colpo della lama avversaria senza che si rompa la sua arma. È anche in grado di uccidere un nemico piuttosto facilmente con una spada di legno.
Hotaru (ほたる?)
Doppiato da: Takehito Koyasu (ed. giapponese), Massimiliano Lotti (ed. italiana)
Hotaru (il cui nome originale era Keikoku) era un membro delle cinque stelle del Mibu ed è stato inviato a spiare Kyo. Ha una grande ammirazione per il sanguinario e gelido Kyo e non apprezza il lato più tenero di quest'ultimo che si è sviluppato entrando in contatto con Yuya. Non gli piace nemmeno il suo fratellastro maggiore Shinrei (un altro membro delle cinque stelle) perché questi è il prezioso "figlio ricercato" mentre lui, Hotaru, è il figlio illegittimo di una concubina. Nonostante Shinrei sia rimasto all'oscuro della realtà dei fatti, l'intera vita di Hotaru sembra incentrata sulla sua ostilità verso suo fratello che lo porta in ogni modo a contrastarlo. Mentre Shinrei fa uso dell'elemento acqua (il padre è un maestro della scuola dell'acqua dei Mibu), Hotaru si dedica al fuoco. Quando Shinrei ha giurato di difendere l'onore e i desideri del clan Mibu, Hotaru si è ribellato. Il fratellastro cerca inoltre la forza attraverso l'amicizia e il cameratismo, mentre Hotaru cerca di migliorarsi attraverso la solitudine. Questo suo atteggiamento lo spingerà poi a combattere i suoi ex alleati, i Quattro Imperatori e Kyo, perché crede che si frappongano tra lui e la solitudine necessaria all'acquisizione della vera forza.
Akari (灯?)
Doppiata da: Kotono Mitsuishi (ed. giapponese)
È una transgender, nata come un uomo con il nome di Mitarai Toukichiro. Sebbene sia ritenuta meno abile nel combattimento rispetto agli altri Imperatori quando appare per la prima volta, le sue abilità magiche sono alla pari con quelle degli altri Quattro Imperatori e in seguito si rivela essere una superba spadaccina. Può manipolare il ki, consentendo una rapida guarigione e un'energia di combattimento illimitata, sebbene non possa usare le sue abilità su sé stessa. Brandisce anche L'Occhio del Demone, un'antica arma incastonata nella sua mano sinistra, che trasforma in polvere tutti coloro che la guardano negli occhi, anche se Akari odia usarla perché crede sia solamente uno strumento per uccidere e non dona alcuno onore nelle battaglie. L'Occhio del Demone funge anche da barriera proteggendo il suo portatore da incantesimi dannosi. Nella lotta contro Mekira I, il berserker usò i suoi Occhi di Medusa (una versione minore dell'Occhio del Demone che trasforma le sue vittime in pietra) su Akari, ma fallì. Akari utilizzò poi l'Occhio del Demone su Mekira finendo per trasformarlo in polvere. Usa uno shakujō, un bastone con campane e anelli in alto. Spesso ricopre un ruolo comico nella serie e in un'occasione riuscì a farsi promettere da Kyo di sposarla se fosse mai riuscita a fare colpo su di lui, ma non ha mai avuto il successo sperato.
Oda Nobunaga (織田 信長?)
Doppiato da: Shō Hayami (ed. giapponese), Claudio Moneta (ed. italiana)
Noto come Il sesto Re dei Demoni Celesti (Dai Rokuten Maō), ha come obiettivo la conquista del mondo. Con l'aiuto dei suoi Dodici Generali Celesti (Jūnishinshō), stava mettendo a punto un piano per riuscire nell'impresa, ma fu ucciso da Kyo quando era ancora un bambino al tempio di Honnoji, anni prima della battaglia di Sekigahara. Poiché aveva un ruolo fondamentale per i piani di Mibu, il suo clan lo resuscitò nel corpo di Lord Torii (lo zio di Benitora). Il corpo di Lord Torii è stato poi consegnato ai Mibu da Kyoshiro che ha poi impiantato l'anima di Oda Nobunaga nel corpo. Successivamente Kyo sconfisse Nobunaga nella battaglia di Sekigahara e quest'ultimo venne nuovamente resuscitato e ha incontrato ancora una volta Kyo, questa volta nella foresta di Aokigahara. Kyo e Oda Nobunaga si combattono nuovamente fino a quando Benitora non lo fa cadere da cavallo. Nell'anime, la vicenda gli risulta fatale e muore, mentre nel manga, Yukimura chiede a Kyo di lasciare andare il suo avversario in quanto era ferito. Tempo dopo Kyo lo uccide in un ulteriore scontro. Shindara porta la testa di Nobunaga ai Mibu, che poi lo resuscitano, questa volta nel corpo di Shiina Nozomu, in modo che i ricordi della ragazza convergano con Nobunaga, il quale sarà poi in grado di usare anche i suoi poteri. Nobunaga combatte Kyo per la quarta volta; durante il quale Oda fa rivivere i membri dei Dodici Generali Celesti finora sconfitti, usando i poteri sciamanici di Nozumi. Viene nuovamente sconfitto, solo per rivelare che era un uomo che cercava di essere il più forte, di non avere paura di niente e che voleva tracciare la propria strada in un mondo presumibilmente di "pace" sotto il suo controllo. Il manga tende a spiegare l'attrazione di Nobunaga per Kyo (i suoi occhi senza paura) e come Kyo sembrava essere la ragione per cui Nobunaga si sentiva commosso dall'umanità che mostrava e si sforzava di essere il più forte. Dice a Kyo che un giorno sarebbe tornato per sconfiggerlo e l'altro accetta.
Clan Mibu (壬生一族?, Mibu ichizoku)
Governato dal Re Cremisi. La maggior parte dei loro membri ha un aspetto umanoide, ha una vita molto più lunga rispetto a quella degli umani e ha una grande forza e potere. I Mibu di rango inferiore a volte sono in forma umanoide con corpi anormali, cioè tre occhi o mani artigliate. Questi sono stati creati da esperimenti su umani e animali per ricostituire il clan, perché il parto naturale si è fermato nel clan Mibu per ragioni sconosciute. Si dice che il clan Mibu possieda le conoscenze più avanzate nelle scienze e nella tecnologia e abbia manipolato la storia del paese dall'ombra aiutando gli Shōgun. Decidono di governare direttamente il Paese quando Ieyasu Tokugawa diventa il primo shogun a ribellarsi al loro potere. Tutti gli attuali membri sono bambole da battaglia realizzate dai veri Mibu, ad eccezione di Kyo dagli occhi di demone, l'ultimo vero membro effettivo. Ma con il passare delle generazioni, i veri Mibu furono impegnati in guerre civili per cercare un potere maggiore, che si concluse con la distruzione del loro stesso clan con solo le bambole da battaglia rimaste. I Mibu attuali stanno morendo a causa di una malattia che è causata da un difetto nella loro creazione. Kyoshiro e Chinmei sono a loro volte delle bambole da battaglia, ma nel loro caso si tratta di una versione più potente creata durante la prima generazione dall'Ex Re Rosso. Sono chiamati "figli del Dio", e hanno un potere limitato rispetto a chi è un vero Mibu. Alla fine, erediteranno la malattia dei loro fratelli e periranno a loro volta.

## Media

### Manga
Il manga, scritto e disegnato da Akimine Kamijyo, è stato serializzato dal 26 maggio 1999 al 10 maggio 2006 sulla rivista Weekly Shōnen Magazine edita da Kōdansha. I vari capitoli sono stati poi raccolti in trentotto volumi tankōbon pubblicati dal 13 ottobre 1999 al 14 luglio 2006.
In Italia la serie è stata pubblicata da Panini Comics sotto l'etichetta Planet Manga dal 31 agosto 2010 al 28 settembre 2013.

### Anime

Logo originale della serie nella sigla di apertura

Il manga è stato adattato in una serie anime nel 2002 dallo Studio Deen e mandato in onda su TV Tokyo dal 1º luglio 2002 fino al 24 dicembre dello stesso anno, per un totale di 26 episodi. Le sigle d'apertura e chiusura sono rispettivamente Aoi no Requiem (Blue Requiem) e Love Deeper entrambe cantate da Pipeline Project in collaborazione con Yuiko Tsubokura.
La serie è stata trasmessa anche in Danimarca, Inghilterra, Francia, Germania, Indonesia, Singapore e Spagna.
In Italia il primo episodio è stato trasmesso su MTV l'11 settembre 2005 durante l'Anime Week del 2005. In seguito i primi due episodi sono stati proiettati in anteprima il 27 aprile 2008 durante il Napoli Comicon 2008. I diritti della serie sono stati acquistati da Fool Frame.

#### Episodi
| Nº | Titolo italiano (traduzione letterale) Giapponese 「Kanji」 - Rōmaji                                     | In onda           | In onda |
| Nº | Titolo italiano (traduzione letterale) Giapponese 「Kanji」 - Rōmaji                                     | Giapponese        |         |
| 1  | La strada per Armageddon 「アルマゲドンの行方」 - Arumagedon no namegata                                 | 1º luglio 2002    |         |
| 2  | Ricercato Dead or Alive 「賞金首（デッド オア アライブ）の男」 - Shōkin kubi (Deddo oa Araibu) no otoko  | 8 luglio 2002     |         |
| 3  | Miraggio rosso 「紅きミラージュ」 - Akaki Miraju                                                         | 15 luglio 2002    |         |
| 4  | L'incubo strisciante 「忍び寄るナイトメア」 - Shinobi yoru Naitomea                                      | 22 luglio 2002    |         |
| 5  | Le lacrime dell'assassino 「アサシンの涙」 - Asashin no namida                                           | 29 luglio 2002    |         |
| 6  | Il duello a Hibiya Bay 「ヒビヤ・ベイの決闘」 - Hibiya Bei no kettō                                      | 5 agosto 2002     |         |
| 7  | La battaglia reale dell'era Keicho 「慶長バトルロイヤル」 - Keichō Batoru Roiyaru                        | 12 agosto 2002    |         |
| 8  | Il grido della Demon Spear 「デモンスピア哭く」 - Demon Supia naku                                       | 19 agosto 2002    |         |
| 9  | Il sorriso cieco 「微笑のブラインド」 - Hohoemi no Buraindo                                              | 26 agosto 2002    |         |
| 10 | Illusione a sangue freddo 「冷血のイリュージョン」 - Reiketsu no Iryujon                                 | 2 settembre 2002  |         |
| 11 | Flashback nero pece 「漆黒のフラッシュバック」 - Shikkoku no Furasshubakku                               | 9 settembre 2002  |         |
| 12 | Il ragazzo della foresta profonda 「ディープ・フォレストから来た少年」 - Deipu Foresuto kara kita shōnen | 16 settembre 2002 |         |
| 13 | Attraversare le anime 「クロスする魂たち」 - Kurosu Suru tamashii tachi                                  | 23 settembre 2002 |         |
| 14 | Ancora Satana 「サタン再び」 - Satan futatabi                                                            | 30 settembre 2002 |         |
| 15 | La nostra amica tigre rossa 「我が友レッド<紅虎>タイガー」 - Waga tomo Reddo Taiga                       | 7 ottobre 2002    |         |
| 16 | Vittoria perfetta 「完璧なるビクトリー」 - Kanpeki naru Bikutori                                         | 14 ottobre 2002   |         |
| 17 | Il discorso segreto delle ragazze 「少女たちのシークレットトーク」 - Shōjotachi no Shikuretto Toku       | 21 ottobre 2002   |         |
| 18 | Nutrire il diavolo ♥ 「ナースな悪魔♡」 - Nasu na akuma ♥                                                 | 28 ottobre 2002   |         |
| 19 | Attacco Thunderbolt 「サンダーボルト斬撃」 - Sandaboruto zangeki                                         | 4 novembre 2002   |         |
| 20 | Lontano, allo zero assoluto 「アブソリュートゼロの彼方へ」 - Abusoryuto Zero no kanata he                | 11 novembre 2002  |         |
| 21 | Il castello demoniaco di Mibu 「地獄のミブ・キャッスル」 - Jigoku no mibu Kyassuru                       | 18 novembre 2002  |         |
| 22 | Le bambole fatte a macchina 「機械仕掛けのドールズ」 - Kikai shikake no Doruzu                           | 25 novembre 2002  |         |
| 23 | Estasi bruciante 「灼熱のエクスタシー」 - Shakunetsu no Ekusutashi                                       | 2 dicembre 2002   |         |
| 24 | L'ultimo risveglio di Muramasa 「ラストムラマサ覚醒」 - Rasuto Muramasa kakusei                          | 9 dicembre 2002   |         |
| 25 | Quello che supera Tach 「タキオンを超える者」 - Takion wo koeru mono                                     | 16 dicembre 2002  |         |
| 26 | La ballata del samurai 「SAMURAIはバラードをうたう」 - SAMURAI wa Barādo o uta                           | 23 dicembre 2002  |         |

### Videogiochi
Bandai ha pubblicato due videogiochi basati su Samurai Deeper Kyo. Il primo, un picchiaduro a incontri per PlayStation, è stato pubblicato in Giappone il 12 dicembre 2002. Oltre all'edizione regolare del gioco, Bandai ne distribuì una limitata in bundle con un gioco di carte collezionabili a tema. Il secondo, invece è un'avventura dinamica per Game Boy Advance (GBA), sviluppata da Marvelous Entertainment e pubblicata in Giappone il 27 dicembre 2002. Questo gioco è stato successivamente localizzato in Nord America da Destineer ed è stato venduto in bundle con una riedizione del cofanetto della serie anime nel 2008. Uscì il 12 febbraio 2008, è stato l'ultimo gioco ad uscire per GBA prima della dismissione del sistema avvenuta il 15 maggio 2010.

## Accoglienza

### Manga
Mike Dungan di Mania recensì il primo volume del manga e affermò che a prima vista Samurai Deeper Kyo sembrava essere come qualsiasi altro manga con protagonisti dei samurai, le cui caratteristiche peculiari erano la presenza di feroci spadaccini, avversari incredibilmente potenti, belle donne e molto sangue e scene di smembramento. Tuttavia il protagonista Kyo riusciva ad alleggerire le situazioni facendo un po' di umorismo. Yuya e Kyoshiro formavano una grande squadra con un enorme potenziale comico che faceva divertire il lettore. La capacità di Yuya di reggere il confronto nella maggior parte della situazioni la rendeva molto più di una semplice vittima indifesa e la doppia personalità di Kyoshiro aiutava a rendere questo suo aspetto ancora più interessante. Se invece fosse stato presente solamente Kyo in scena, si sarebbe rivelato un personaggio noioso. Tuttavia quest'ultimo era dotato di un buon cuore, era un po' sciocco e finiva coinvolto in qualche scena ecchi, elementi che lo rendevano molto più simpatico agli occhi del lettore. Okuni di Izumo era invece una bella donna pericolosa i cui complotti aggiungevano ulteriori conflitti alla storia, rendendola più interessante. I disegni erano molto curati e presentavano grandi momenti umoristici. Le battaglie scorrevano velocemente ed erano sempre facili da seguire. In alcune occasioni il tratto era un po' sporco, ma in linea generale si rivelava comunque più che buono. I dialoghi erano fluidi e adeguati ai personaggi. Un'altra particolarità fu la scelta di mantenere le onorificenze assieme a molti termini e concetti culturali dell'epoca, con un glossario posto nel fondo del volume per spiegare tutto.

### Anime
Kyle Sudukis di Impulse Gamer recensì l'intera serie anime e affermò che la serie utilizzava gli stereotipi classici di anime e manga. Anche se la storia risultava un po' confusa, con i personaggi e le loro storie che finivano per distrarre un po' lo spettatore, ma in compenso l'azione, il dramma, il romanticismo e l'umorismo erano estremamente divertenti e attiravano il pubblico a sé fin dall'inizio. Sudukis spiegò che parte della confusione derivava dalla varietà di personaggi che venivano introdotti nella serie e che a volte portava a chiedersi chi fossero o dove fossero andati. Il recensore sostenne che il pezzo forte della serie era la relazione che c'era tra Kyoshiro, Kyo e Yuya, inoltre le battaglie erano davvero impressionanti, soprattutto quando Kyo o Kyoshiro usava la sua potente spada gigante. Lo stile d'animazione adottato poteva non essere piacevole ad un primo impatto visivo, tuttavia il fatto che l'intera opera fosse caratterizzata come un dipinto dai toni terrosi e alcuni fantastici colori la rendevano comunque interessante. Sebbene i personaggi ricadevano nei classici cliché, gli animatori erano riusciti a sfruttare al meglio le loro peculiarità creando un'anime interessante e visivamente impressionante. Fu molto lodato il doppiaggio che si adattava perfettamente al genere. In conclusione la storia poteva non essere la più originale di sempre, tuttavia poiché i due nemici si combattevano per la supremazia, era abbastanza divertente per tutta la sua durata.
Chris Beveridge di Mania recensì il primo volume DVD e notò che Samurai Deeper Kyo si differenziava dalla maggior parte degli anime sui samurai degli anni 2001 e 2002 in quanto erano quasi tutti basati sul periodo di restauro Meiji mentre tale serie iniziava la propria storia nell'anno 1600 e trovò la cosa un bene. L'inizio era rapido e forniva le basi per tutto ciò che sarebbe avvenuto successivamente. Lo spadaccino Kyo dagli occhi di demone aveva un aspetto considerevolmente impressionante mentre il campo di battaglia disseminato di corpi e nebbia era allestito in modo molto cinematografico, riuscendo ad evocavare un bel numero di emozioni fin dal principio. La serie vantava anche di momenti più comici e la cosa non si rivelava un male. Nonostante la durata complessiva degli episodi, veniva presentata una quantità discreta di personaggi storici realmente esistiti, come ad esempio Sanada, e questa caratteristica dava al tutto una svolta interessante agli eventi. Beveridge affermò che i primi cinque episodi lo avevano interessato a sufficienza da invogliarlo a proseguire la storia, sperando però che la narrazione un po' discontinua si stabilizzasse. In alcune parti il ritmo non era molto scorrevole, anche se ciò era attribuito al dover raccontare i punti di vista dei vari personaggi per comprendere a meglio la trama. Nonostante la presenza di alcuni problemi tecnici, in generale era un prodotto solido ed una volta immedesimati nello stesso ci si poteva dimenticare dei suoi effettivi difetti. Kyo era stato un interessante anime di due ore che suggeriva alcune divertenti avventure future, menzionando la sequenza in cui Kyo e Sanada stanno combattendo contro un gruppo di nemici senza volto mentre sorridono e si godono tranquillamente la carneficina, il che diceva molto sui due personaggi e sull'evoluzione della serie. Beveridge concluse che la visione di quella sola scena era più che sufficiente per fargli desiderare di vederne di più.

### Influenza culturale
Francesca Guarracino di MangaForever recensì il primo volume di Gamaran e affermò che l'opera in questione aveva preso spunto da altri titoli di successo appartenenti allo stesso filone, tra cui Samurai Deeper Kyo.